# Nama marshii
Nama marshii là loài thực vật có hoa trong họ Mồ hôi. Loài này được (Standl.) I.M. Johnst. mô tả khoa học đầu tiên năm 1943.